# Дидерихс, Юлий Фёдорович
Юлий Фёдорович Дидерихс (15 апреля 1872, Москва — 4 августа 1958) — русский и советский архитектор, один из авторов здания Рижского вокзала в Москве.

## Биография
Окончил Дельвиговское железнодорожное училище, затем поступил в Московское училище живописи, ваяния и зодчества (МУЖВЗ). Окончил МУЖВЗ в 1896 году со званием неклассного художника архитектуры. В 1899 году окончил Императорскую Академию художеств, получив звание художника-архитектора. Занимался частной архитектурной практикой. Жил на Тверской улице, 50. В 1918 году входил в состав руководства вновь созданного Профессионального союза зодчих. В советское время продолжал проектно-строительную деятельность.

## Проекты и постройки в Москве
- Участие в строительстве Виндавского вокзала (1897—1901, Рижская площадь, 2);
- Надстройка звонницы церкви Нечаянной Радости в Марьиной Роще (1912, Шереметьевская улица, 33);
- Техникум (1930, Смоленская-Сенная площадь, 30);
- Жилой дом (1934, Лесная улица, 8);
- Жилой дом (1937, Большая Грузинская улица, 36), объект культурного наследия регионального значения[5].